# Jean Pearson
Pour les articles homonymes, voir Pearson.
Jean Pearson est un acteur francophone qui incarne Gratien Desrosiers dans la télésérie Météo+ de 58 episodes.

## Biographie
Originaire de Montréal, Jean vient s'installer dans la ville Reine[Quoi ?] après avoir tourné à l'étranger avec une équipe de Toronto.
Il exerce son metier d'acteur depuis plus de 35 ans.
On entend également régulièrement sa voix à la télévision et à la radio.

## Filmographie
(Liste non exhaustive)

### Cinéma
- 2005 : Baby-Sittor : Banquier suisse
- 2004 : Coup de cœur, coup de foudre (TV movie)
- 2004 : The Prince & Me : Le Photographe

### Télévision
- 2012 : Le Transporteur (saison, épisode 4) : Lead Surgeon
- 2012 - 2012 : Les Bleus de Ramville (TV séries) : Jack Murray
- 2008 - 2011 : Météo+ (série TV) : Gratien Desrosiers
- 2010 : Warehouse 13 (TV séries) : Dr. LeFevre
- 2005 : Un défi pour Noël (TV movie)
- 2006 : René Lévesque : journaliste au Parlement du Québec
- 2005 : 11 Somerset (TV series) : Hector
- 2004 : Céleste & the City (TV movie)
- 2004 : Mayday : Alerte maximum (TV series documentary) : Le Capitaine Bernard Dhellemme
- 2003 : The Piano Man's Daughter (TV movie) : Dr. Hill
- 2000 : Invasion planète Terre (TV series) : Holo Waiter
- 2000 : L'art de séduire (TV movie) : Yacht Man
- 2000 : Mannequin d'un jour (TV movie) : Maitre' D

## Théâtre
(Liste non exhaustive)
- Tartuffe ou l'Imposteur, Cleante, Théâtre français de Totonto/Normand Bissonnette
- Le Dindon, rôle principal, Théâtre français de Totonto/Diana Leblanc
- Le Malade imaginaire, rôle principal, Théâtre français de Totonto/Diana Leblanc
- Hamlet, Support, Théâtre français de Totonto/Diana Leblanc
- Blood, rôle principal, Canadian Stage/J. Mclntyre
- The boys life, rôle principal, Kampo Theatre, New York
- Invitation au château, rôle principal, Théâtre français de Totonto
- A view from the bridge, rôle principal, Theatre of Arts, Los Angeles
- Equus, rôle principal, Theatre of Arts, Los Angeles